# Сгайер, Зайнеб
Зайнеб Сгайер (араб. زینب صغیر‎; род. 25 сентября 2002) — тунисская спортсменка (вольная борьба), чемпионка Африки, участница Олимпийских игр.

## Карьера
В апреле 2021 года в Хаммамете на африканском и океанском олимпийском отборочном турнире к Олимпийским играм в Токио завоевала лицензию. В августе 2021 года на Олимпиаде в схватке на стадии 1/8 финала уступила на туше американке Аделайн Грей, так как Грей вышла в финал Зейнаб продолжила борьбу за бронзовую медаль, однако в утешительно схватке снова на туше уступила турчанке Ясемин Адар и заняла итоговое последнее 16 место.

## Достижения
- Чемпионат Африки по борьбе среди кадетов 2017 — ;
- Чемпионат Африки по борьбе среди кадетов 2018 — ;
- Юношеские африканские игры 2018 — ;
- Чемпионат Африки по борьбе среди кадетов 2019 — ;
- Чемпионат Африки по борьбе среди юниоров 2019 — ;
- Чемпионат Африки по борьбе среди юниоров 2020 — ;
- Чемпионат Африки по борьбе 2020 — ;
- Олимпийские игры 2020 — 16;
- Чемпионат Африки по борьбе 2022 — ;
- Чемпионат Африки по борьбе 2023 — ;
- Чемпионат Африки по борьбе 2024 — ;